# امیلیا (ویرجینیای غربی)
امیلیا، غرب ویرجینیا (به انگلیسی: Amelia, West Virginia) یک منطقهٔ مسکونی در ایالات متحده آمریکا است که در شهرستان کاناوا، ویرجینیای غربی واقع شده‌است.

## خصوصیات
امیلیا ۳۷۰٫۹۵ متر بالاتر از سطح دریا واقع شده‌است.